# Pinguin măgar
Pinguinul măgar (Pygoscelis papua), numit și pinguin papu, pinguin papua sau pinguin Gentoo (/ˈdʒɛntuː/ JEN-too), este o specie de pinguin din genul Pygoscelis.

## Taxonomie

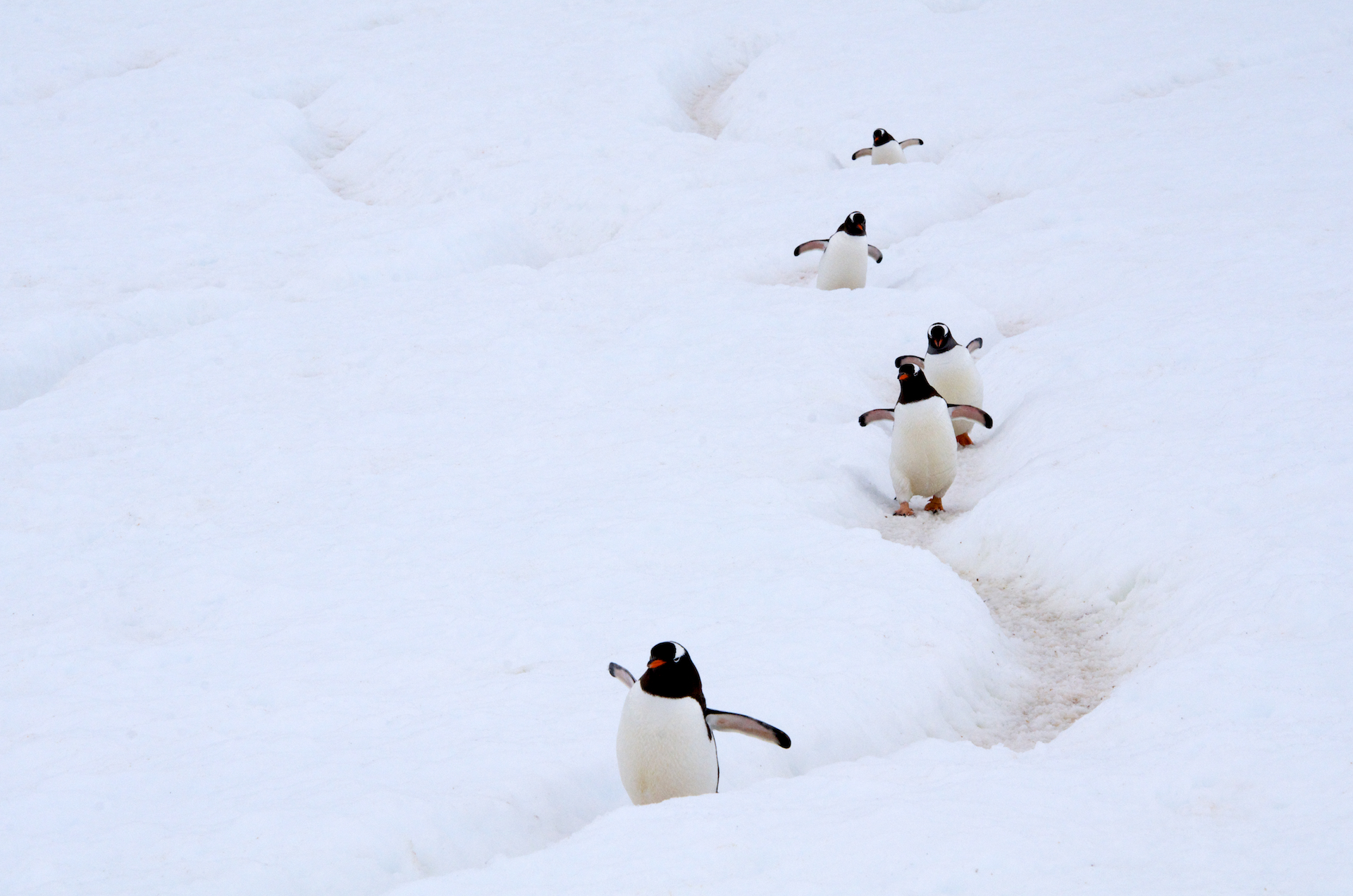
Pinguini măgari în Antarctida

Pinguinul măgar este una dintre cele trei specii ale genului Pygoscelis.
Sunt recunoscute două subspecii ale acestei specii: Pygoscelis papua papua și Pygoscelis papua ellsworthi.

## Descriere

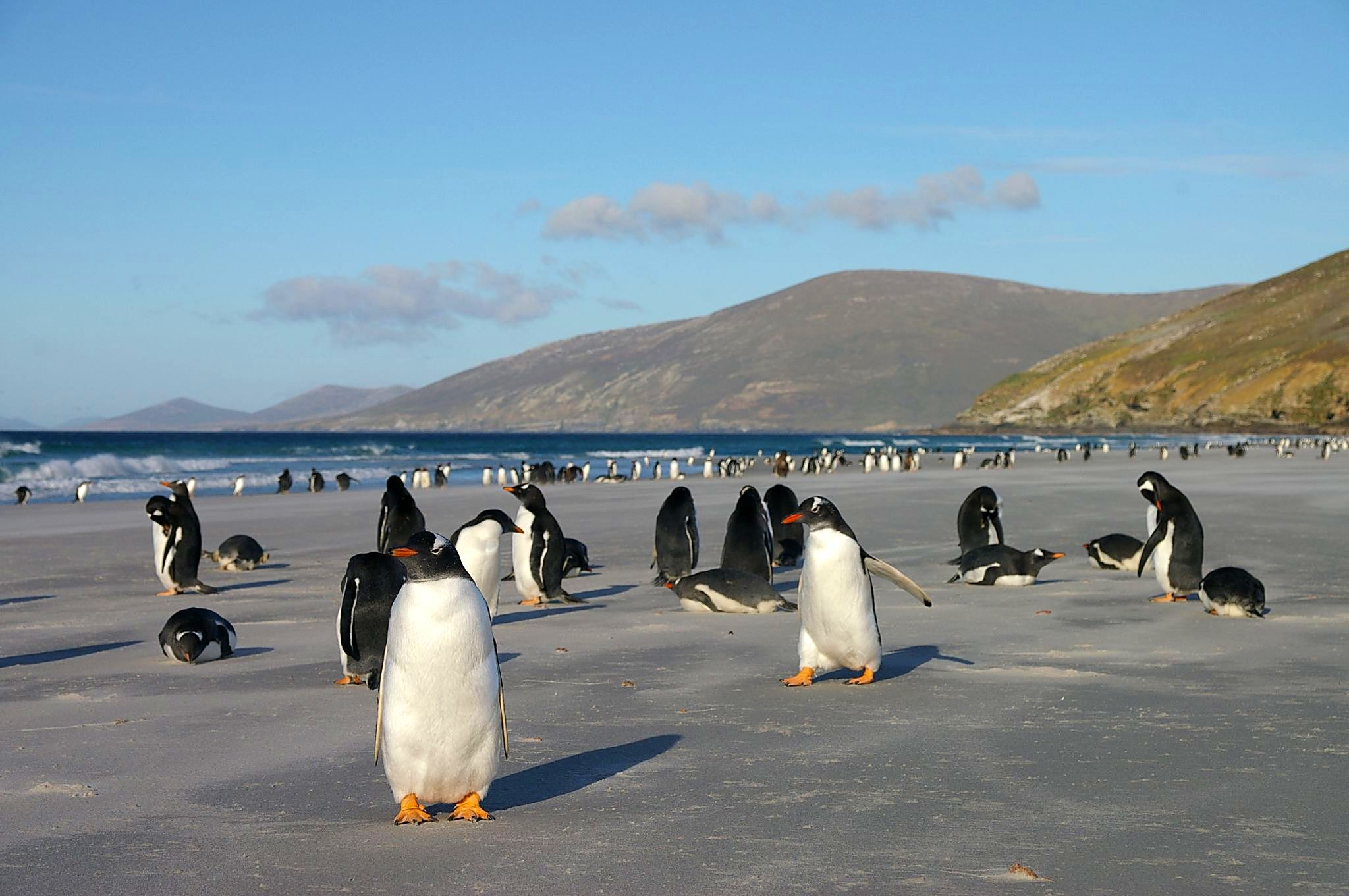

Pinguinul măgar are o dungă albă pe vârful capului, ciocul roșu-portocaliu deschis și coada destul de lungă.Ajunge până la o înălțime de aproximativ 51–90 cm, lucru care îl face să fie a treia cea mai mare specie de pinguin după pinguinul imperial și pinguinul regal. Puii au spatele gri și burta și abdomenul albe.
În apă, pinguinul măgar poate atinge viteze de circa 36 km/h.

## Dietă
Pinguinul măgar se hrănește în principal cu crustacee, pești și calmari.

## Prădători
În mare, focile leopard, leii de mare și balenele ucigașe sunt prădătorii pinguinului măgar. Pe sol, pinguinii maturi și sănătoși nu au prădători. Lupii de mare și petrelii giganți omoară în mod regulat pui și fură ouă; petrelii giganți atacă și pinguini răniți sau bolnavi.

## Stare de conservare
Uniunea Internațională pentru Conservarea Naturii clasifică această specie drept specie neamenințată cu dispariția.

## Galerie

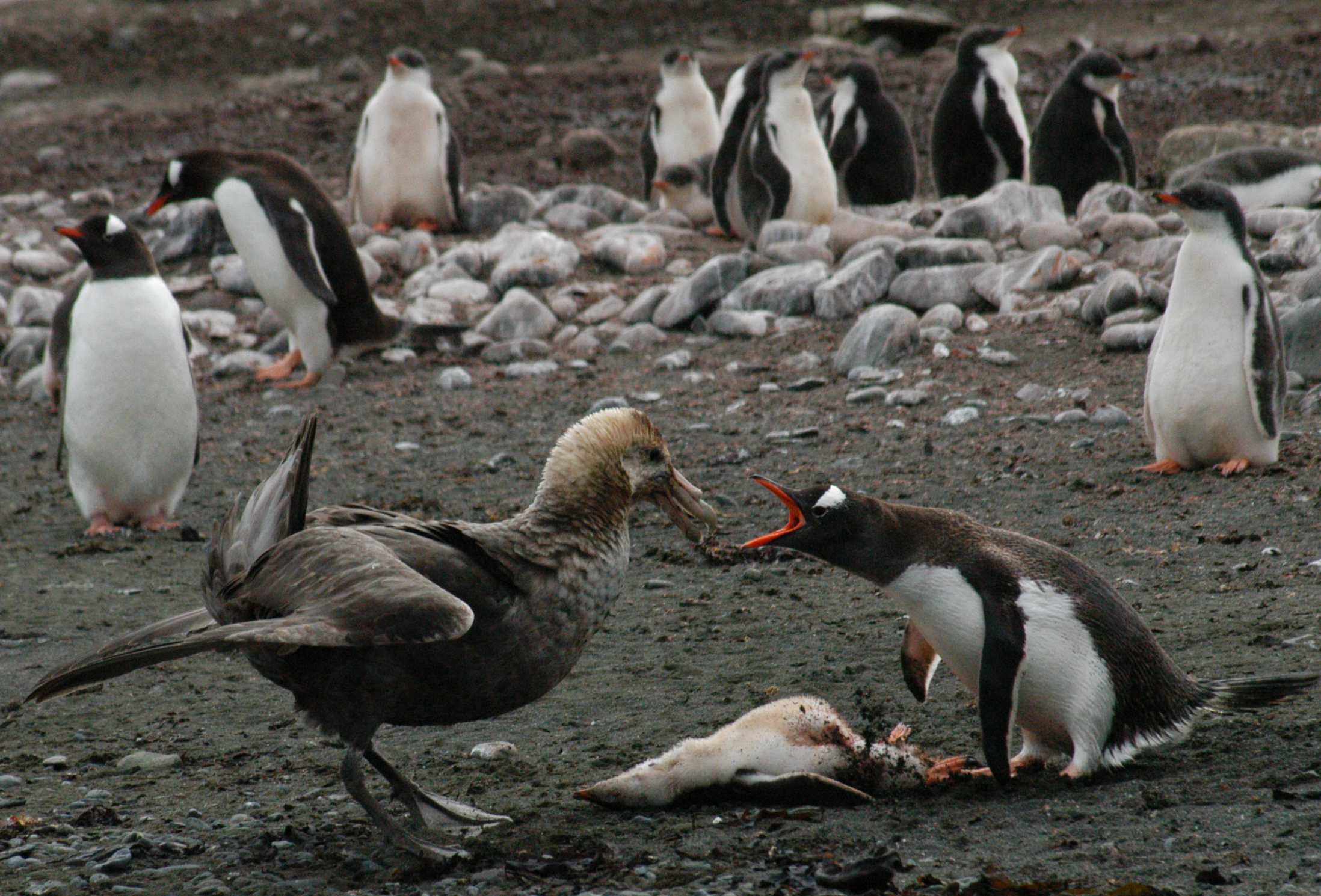
Pinguin măgar confruntându-se cu un petrel gigant
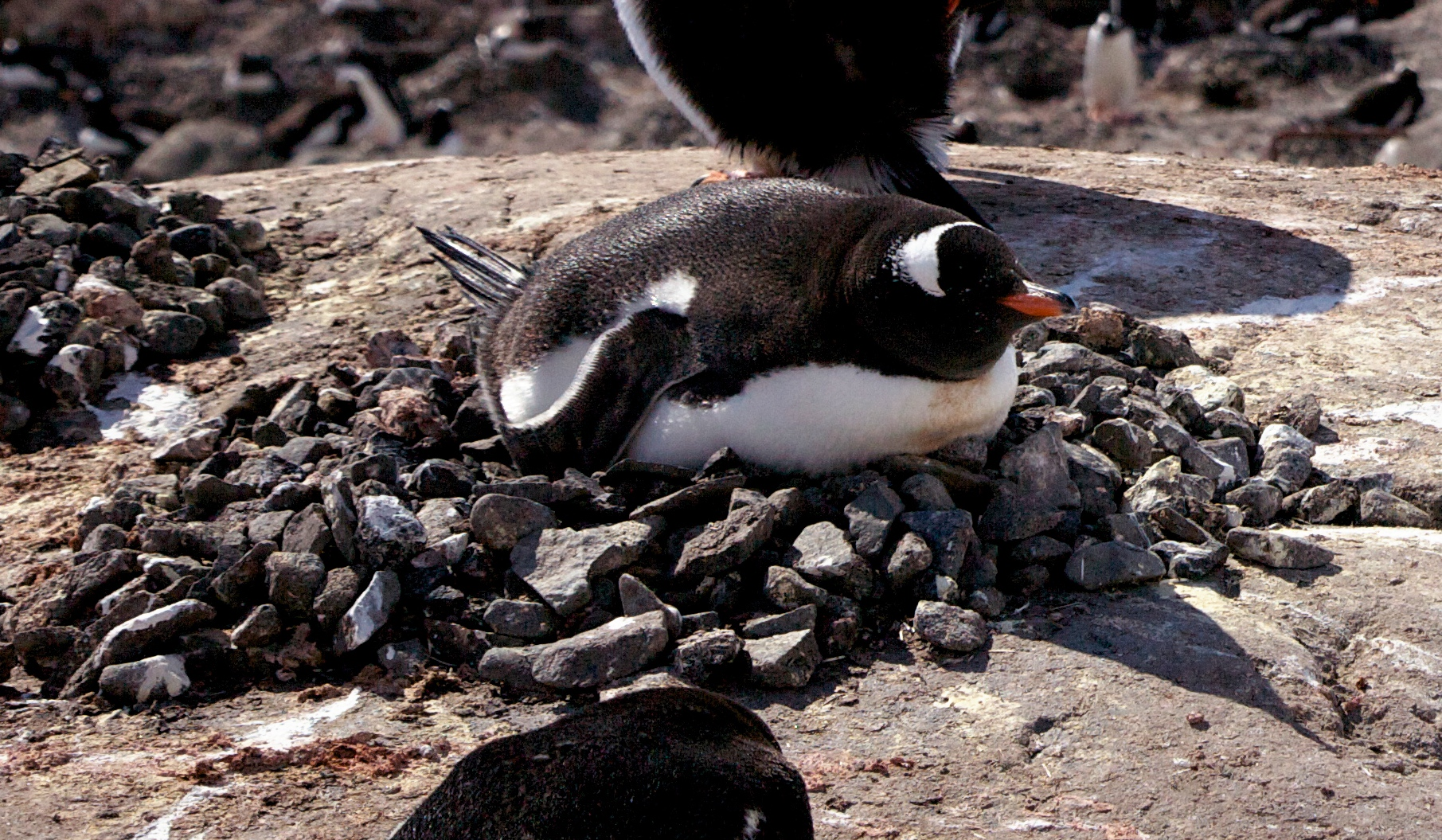
Pinguin măgar stând pe un cuib
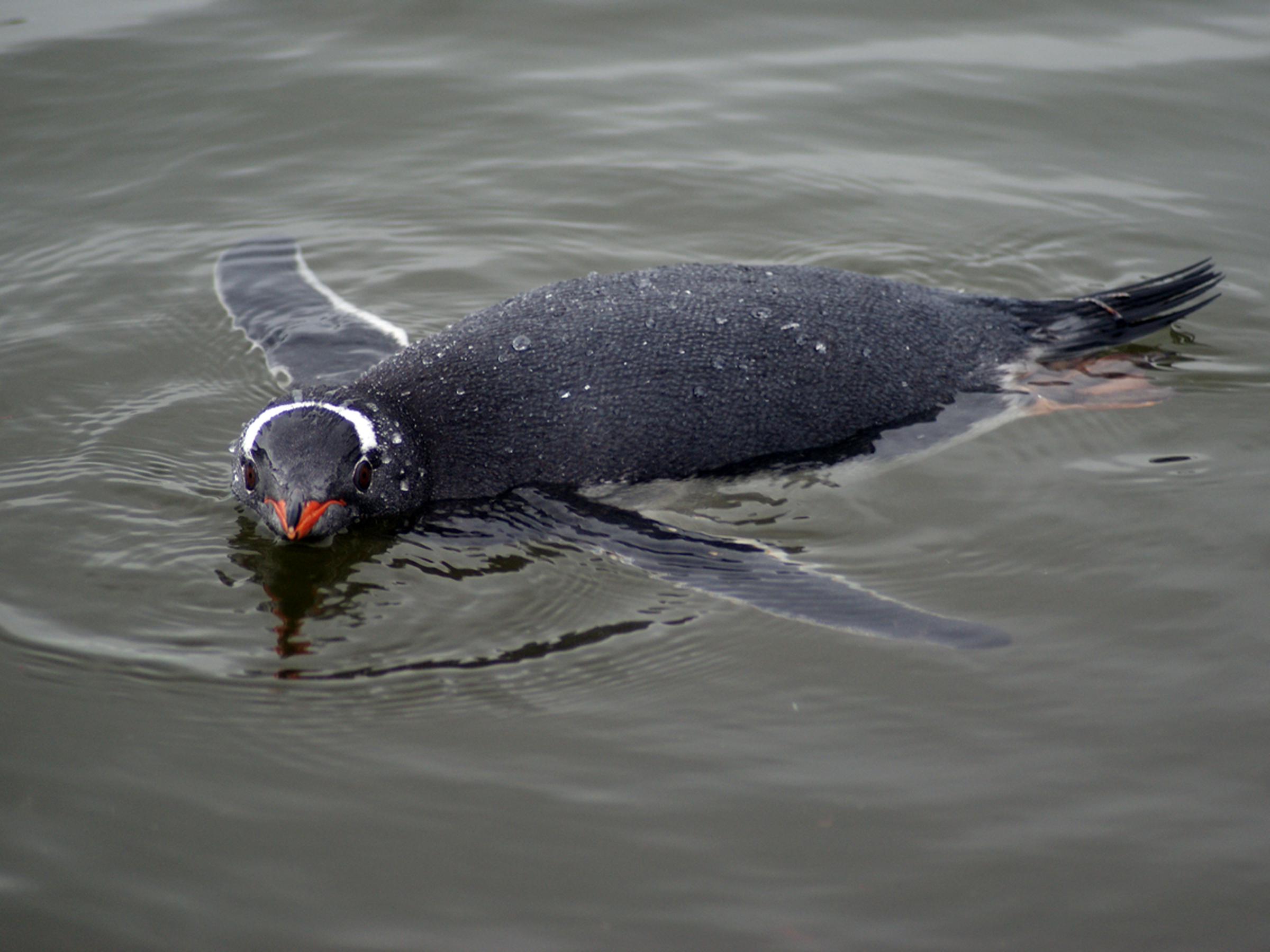
Un pinguin măgar înotând
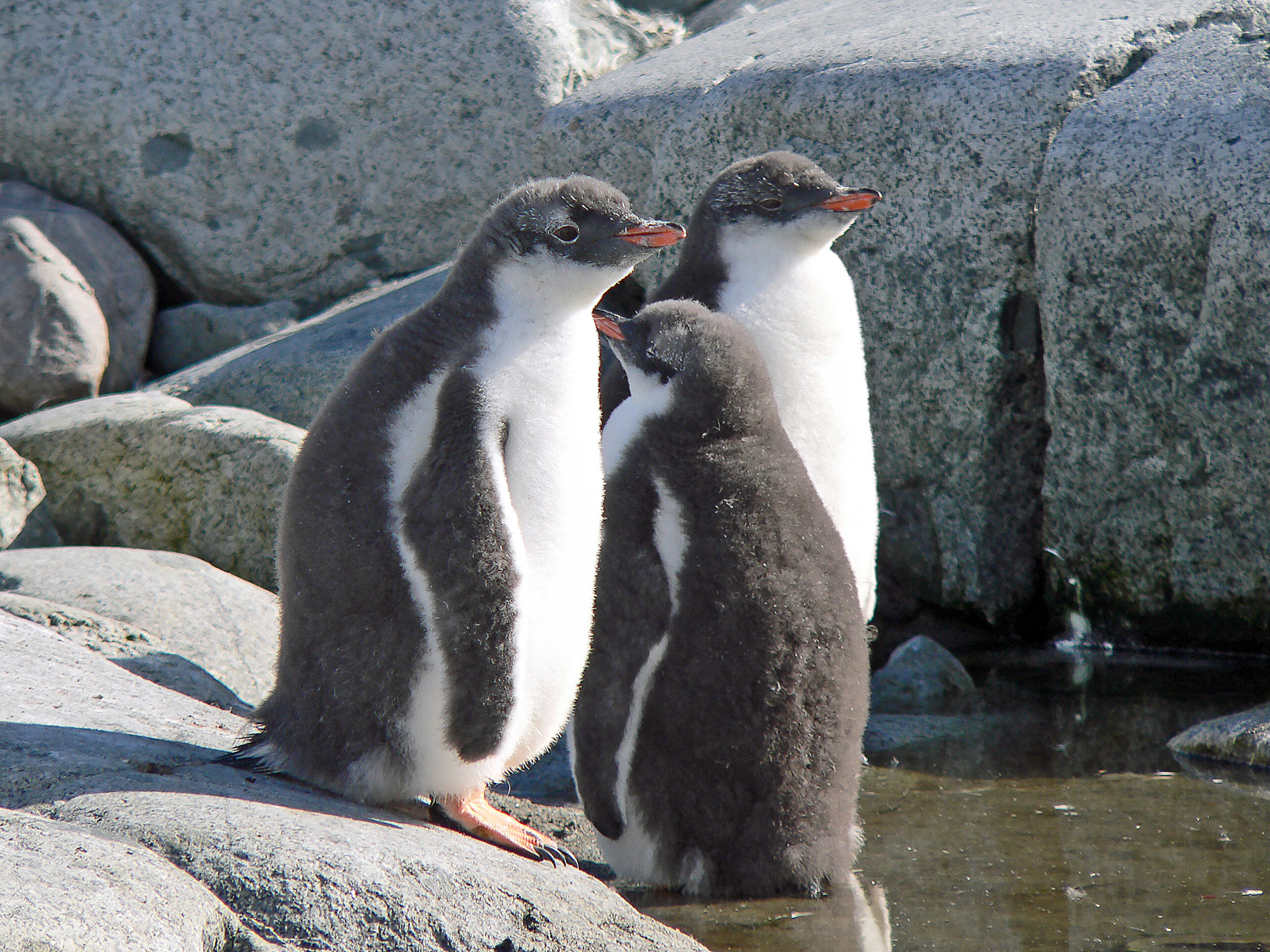
Pinguini măgari juvenili
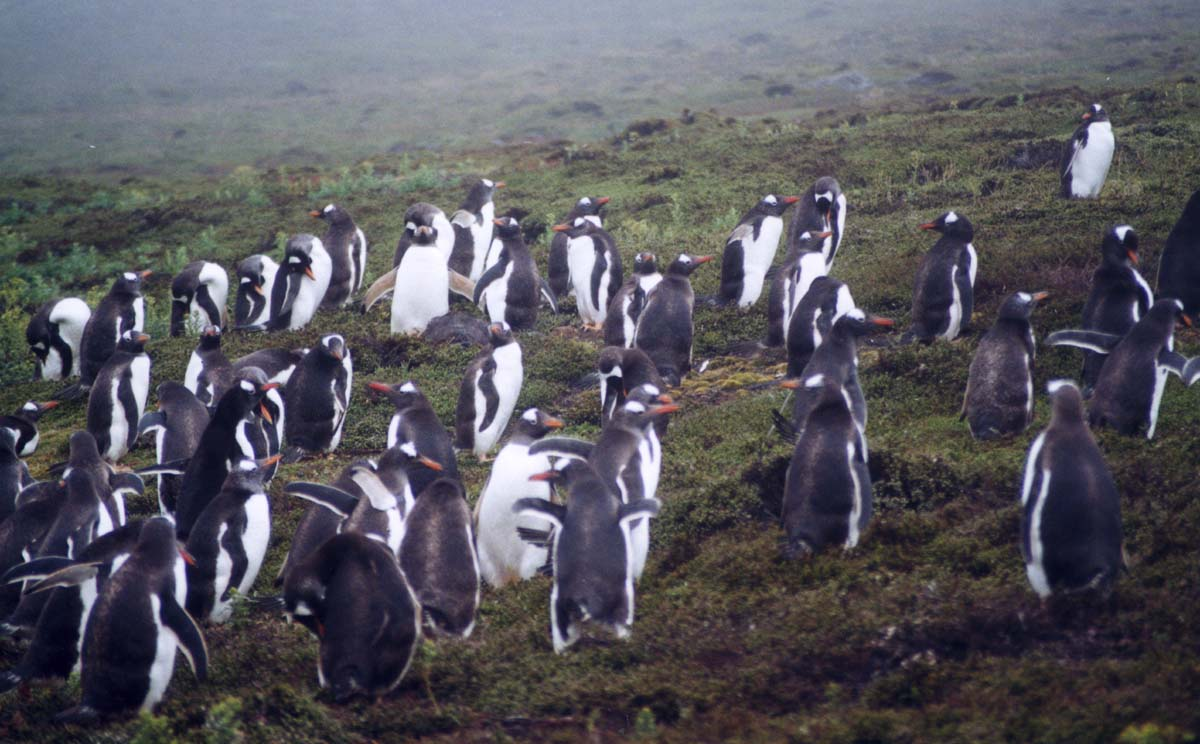
Colonie de pinguini măgari
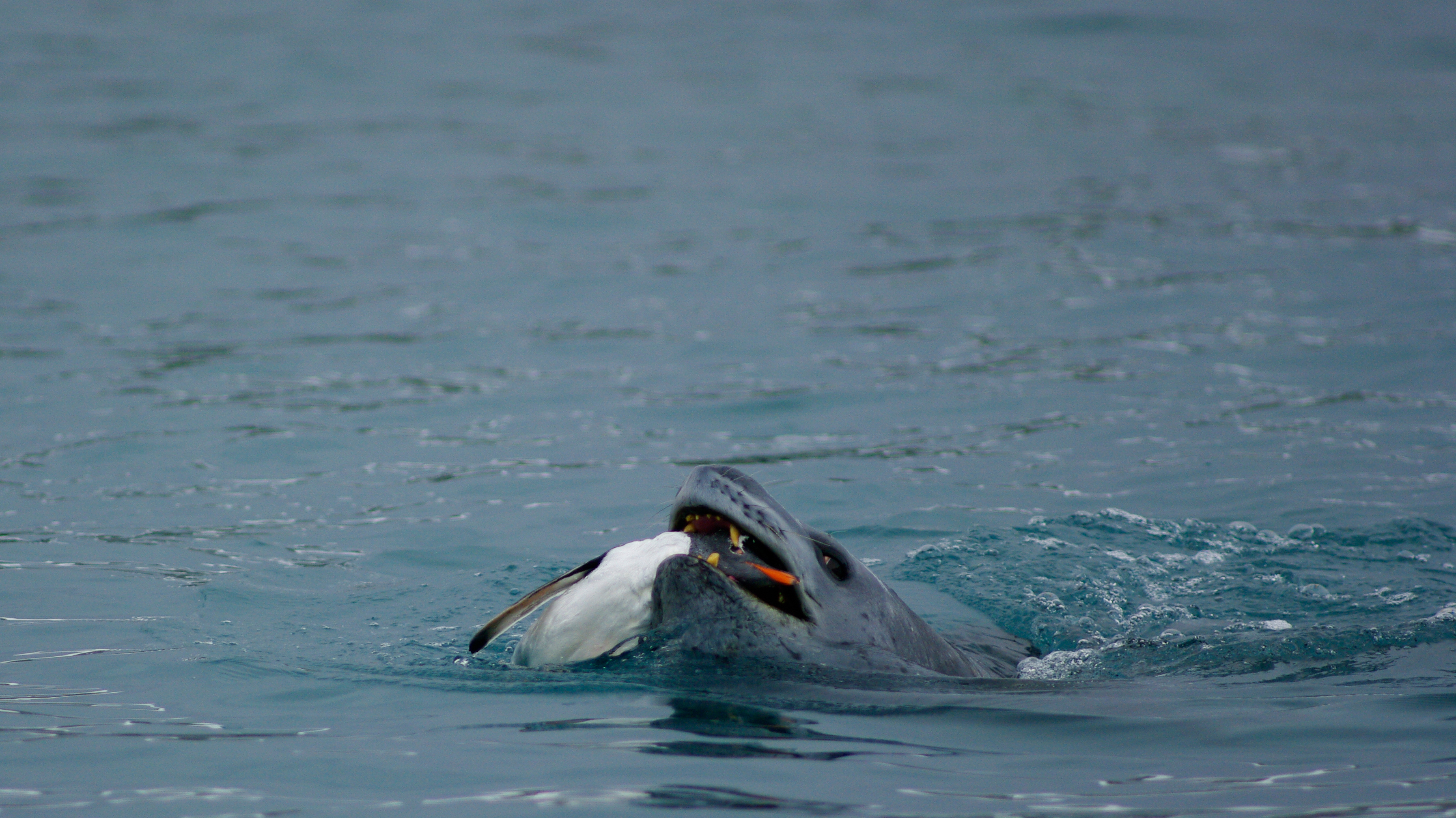
O focă leopard mâncând un pinguin măgar adult